# Причіл
Причіл – селище Надвірнянського району Івано-Франківської області. Належить до Поляницької територіальної громади. За переписом 2001 року у селищі проживало 18 людей. Займає площу 2,9 км².